# Guillermo Maripán
Guillermo Alfonso Maripán Loaysa (* 6. května 1994) je chilský profesionální fotbalista, který hraje na pozici středního obránce za italský klub Turín FC a chilský národní tým.

## Klubová kariéra

### Alavés
Dne 7. července 2017 Maripán poprvé ve své kariéře přestoupil do zahraničí poté, co se dohodl na čtyřleté smlouvě s klubem Deportivo Alavés.

### Monaco
Dne 24. srpna 2019 podepsal Maripán pětiletou smlouvu s klubem AS Monaco FC. Jeho druhá sezóna v monackém týmu ho upevnila jako jednoho z nejlepších obránců v Ligue 1: fotbalová observatoř CIES ho označila za nejlepšího Chilana sezóny 2020/21 a byl také středním obráncem, který vstřelil nejvíce gólů.

### Turín
Dne 29. srpna 2024 podepsal Maripán dvouletou smlouvu s klubem Turín FC hrajícím Serii A.

## Reprezentační kariéra
V roce 2017 Maripán debutoval za chilský národní tým v přátelském zápase proti Burkině Faso. Dne 31. května 2018 vstřelil svůj první gól v dalším přátelském zápase proti Rumunsku. Na Copa América 2021 si zahrál v jednom ze zápasů turnaje, kde také předvedl fintu proti Lionelu Messimu.

## Statistiky

### Klubové
Platí k zápasu hranému 13. dubna 2025.
| Klub                 | Sezóna            | Liga                     | Liga   | Liga | Národní pohár | Národní pohár | Ligový pohár | Ligový pohár | Kontinentální | Kontinentální | Ostatní | Ostatní | Celkově | Celkově |
| Klub                 | Sezóna            | Soutěž                   | Zápasy | Góly | Zápasy        | Góly          | Zápasy       | Góly         | Zápasy        | Góly          | Zápasy  | Góly    | Zápasy  | Góly    |
| -------------------- | ----------------- | ------------------------ | ------ | ---- | ------------- | ------------- | ------------ | ------------ | ------------- | ------------- | ------- | ------- | ------- | ------- |
| Universidad Católica | 2012              | Chilská Primera División | 1      | 0    | —             | —             | —            | —            | —             | —             | —       | —       | 1       | 0       |
| Universidad Católica | 2013              | Chilská Primera División | 0      | 0    | 0             | 0             | —            | —            | —             | —             | —       | —       | 0       | 0       |
| Universidad Católica | 2014/15           | Chilská Primera División | 5      | 0    | 0             | 0             | —            | —            | —             | —             | —       | —       | 5       | 0       |
| Universidad Católica | 2015/16           | Chilská Primera División | 23     | 2    | 0             | 0             | —            | —            | 4             | 0             | 4       | 0       | 31      | 2       |
| Universidad Católica | 2016/17           | Chilská Primera División | 26     | 1    | 3             | 0             | —            | —            | 1             | 0             | 1       | 0       | 31      | 1       |
| Universidad Católica | 2017              | Chilská Primera División | —      | —    | —             | —             | —            | —            | 5             | 0             | —       | —       | 5       | 0       |
| Universidad Católica | Celkově           | Celkově                  | 55     | 3    | 3             | 0             | —            | —            | 10            | 0             | 5       | 0       | 73      | 3       |
| Alavés               | 2017/18           | La Liga                  | 19     | 0    | 3             | 0             | —            | —            | —             | —             | —       | —       | 22      | 0       |
| Alavés               | 2018/19           | La Liga                  | 23     | 2    | 2             | 0             | —            | —            | —             | —             | —       | —       | 25      | 2       |
| Alavés               | 2019/20           | La Liga                  | 1      | 0    | 0             | 0             | —            | —            | —             | —             | —       | —       | 1       | 0       |
| Alavés               | Celkově           | Celkově                  | 43     | 2    | 5             | 0             | —            | —            | —             | —             | —       | —       | 48      | 2       |
| Monaco               | 2019/20           | Ligue 1                  | 20     | 2    | 2             | 0             | 2            | 0            | —             | —             | —       | —       | 24      | 2       |
| Monaco               | 2020/21           | Ligue 1                  | 28     | 5    | 3             | 0             | —            | —            | —             | —             | —       | —       | 31      | 5       |
| Monaco               | 2021/22           | Ligue 1                  | 26     | 0    | 3             | 1             | —            | —            | 8             | 0             | —       | —       | 37      | 1       |
| Monaco               | 2022/23           | Ligue 1                  | 26     | 3    | 0             | 0             | —            | —            | 7             | 1             | —       | —       | 33      | 4       |
| Monaco               | 2023/24           | Ligue 1                  | 23     | 1    | 2             | 0             | —            | —            | —             | —             | —       | —       | 25      | 1       |
| Monaco               | Celkově           | Celkově                  | 123    | 11   | 10            | 1             | 2            | 0            | 15            | 1             | —       | —       | 150     | 13      |
| Turín                | 2024/25           | Serie A                  | 22     | 1    | 1             | 0             | —            | —            | —             | —             | —       | —       | 23      | 1       |
| Celkově v kariéře    | Celkově v kariéře | Celkově v kariéře        | 243    | 17   | 19            | 1             | 2            | 0            | 25            | 1             | 5       | 0       | 297     | 19      |

### Reprezentační
Platí k zápasu hranému 25. března 2025.
| Národní tým | Rok     | Zápasy | Góly |
| ----------- | ------- | ------ | ---- |
| Chile       | 2017    | 3      | 0    |
| Chile       | 2018    | 10     | 2    |
| Chile       | 2019    | 11     | 0    |
| Chile       | 2020    | 2      | 0    |
| Chile       | 2021    | 11     | 0    |
| Chile       | 2022    | 3      | 0    |
| Chile       | 2023    | 7      | 0    |
| Chile       | 2024    | 5      | 0    |
| Chile       | 2025    | 2      | 0    |
| Celkově     | Celkově | 54     | 2    |

#### Reprezentační góly
Skóre a výsledky Chile jsou vždy zapsány jako první. Góly Guillerma Maripána jsou zvýrazněny.
| Gól | Datum           | Místo                                                | Soupeř   | Skóre | Výsledek | Soutěž          |
| --- | --------------- | ---------------------------------------------------- | -------- | ----- | -------- | --------------- |
| 1.  | 31. května 2018 | Sportzentrum Graz-Weinzödl, Štýrský Hradec, Rakousko | Rumunsko | 1:1   | 2:3      | Přátelský zápas |
| 2.  | 4. června 2018  | Sportzentrum Graz-Weinzödl, Štýrský Hradec, Rakousko | Srbsko   | 1:0   | 1:0      | Přátelský zápas |

## Úspěchy
Universidad Católica
- Chilská Primera División: 2016 Clausura, 2016 Apertura
- Poražený finalista Copa Chile: 2012
- Supercopa de Chile: 2016

Monaco
- Poražený finalista Coupe de France: 2020/21